# Martin Marteau
Martin Marteau, du nom de Saint-Gatien, né le 27 janvier 1603 à Villebourg et mort le 11 juillet 1666 au Carmel de la place Maubert, est un religieux français.

## Biographie
Martin Marteau suit ses humanités à Tours, prend l'habit religieux, entrant dans l'Ordre du Carmel le 16 juin 1615. Après avoir suivi des études de philosophie et de théologie à Paris, au frais du chapitre de Saint-Martin, il fait profession le 21 janvier 1619.
Il se consacre à la prédication.

## Écrits
- La Vie du prélat apostolique et divin taumaturgue S. Martin, III. archevesque de Tours et second apostre des Gaulois (1660)
- Paradis delicieux de la Touraine (1661)
- Le jardin délicieux de la Touraine (1663)

## Sources
- Jean-Louis Chalmel, Dictionnaire biographique de tous les hommes célèbres nés dans cette province, Fournier, 1828